# Cryptocarya glaucescens
Cryptocarya glaucescens är en lagerväxtart som beskrevs av Robert Brown. Cryptocarya glaucescens ingår i släktet Cryptocarya och familjen lagerväxter. Inga underarter finns listade i Catalogue of Life.